# Конн, Георгий Владимирович
Георгий Владимирович Конн (укр. Георгій Володимирович Конн; род. 4 августа 1959, Киев) — украинский юморист, писатель-сатирик, сценарист, в прошлом был автором-исполнителем в жанре авторской песни.

## Биография
Автор сценария многочисленных сериалов, телевизионных фильмов, развлекательных телевизионных программ и шоу. Проекты, сценаристом которых являлся Георгий Конн, неоднократно становились победителями различных телевизионных конкурсов:
Шоу долгоносиков — 1997, «конкурс Золотая эра», победитель в номинации «Лучшая развлекательная программа»
Проснись и пой — 2000, ежегодный конкурс СМИ «Золотое перо», награда за лучшую музыкально-развлекательную программу.
Танцы со звёздами (Украина) — в 2007 и 2008 победитель конкурса «Телетриумф» в номинации «лучшая развлекательная программа».
Телевизионный фильм «Главная улика» — 2009, ХІ фестиваль детективных фильмов «ДетективФЕСТ», спец-приз в номинации «детективный телевизионный фильм», приз за лучшую мужскую роль на Международном Телекинофоруме «Вместе» (Ялта, 19 — 25 сентября 2008).

## Карьера
В 1978 году окончил Киевский техникум радиоэлектроники. Работал инженером.
Песни пишет с 1978 года на свои стихи.
C 1987 года — постоянный автор актера Виктора Андриенко.
В 90-е годы — участник и автор команды КВН ХАИ, чемпиона Высшей лиги 1995 года. Как автор, вошёл в список АМИК «Сборная 20-го века», который размещён на сайте АМИК http://kvn.ru/news/724
В 1993 году выпустил книгу юмористических произведений «Клочья».
С 1990-х годов — автор телевизионных программ и фильмов на Украине — «Шоу долгоносиков», «Хит Фабрика», «Проснись и пой», «Полное Марабу», «Ноты и банкноты», «Полное Мамаду», «Приватная милиция», «Новые приключения Шерлока Холмса и Доктора Ватсона», «Метро», «Веселая Хата», «Веселые Байки», «Один в Новогоднюю Ночь», «Полупроводники», «Комедийный коктейль» и др.
Также работал в России над программами и сериалами «Доктор Угол», «Доброе утро, страна!», «Академия», «Дружная семейка», «Мальчишник», «Утро с Филиппом Киркоровым», «Срочно в номер», «Гаишники» и др.
Автор монологов Яна Арлазорова для юбилейного концерта, посвящённого 60-летию Яна Арлазорова в Московском театре эстрады 5 октября 2007 года.
Как сценарист работал с украинскими и российскими телеканалами «1+1», «INTER», «ICTV», «2+2», «РТР», «СТС», «РЕН», «ТНТ», «НТВ».

## Фильмография
- 1996 — Доктор Угол (первый ситком на постсоветском пространстве)
- 1996—1999 — телевизионная программа «Шоу долгоносиков»
- 1996—2004 — Доброе утро, страна! (ведущие кабаре-дуэт «Академия»)
- 1997 — Я — памятник себе
- 1998—2006 — Проснись и пой
- 2000 — Полное мамаду
- 2001 — Комедийный квартет
- 2002—2004 — Дружная семейка
- 2002—2004 — Комедийный коктейль
- 2003 — Весёлая компания
- 2003 — Жилищно-ал эксплуатационная комедия
- 2004—2005 — Утро с Филиппом Киркоровым
- 2004—2005 — Комедийный клуб (ведущий Ян Арлазоров)
- 2005 — Весёлая хата
- 2005 — Мальчишник, или Большой секс в маленьком городе
- 2006 — Один в новогоднюю ночь
- 2007 — юбилейный концерт посвящённый 60-летию Яна Арлазорова в Московском театре эстрады
- 2007 — Срочно в номер (серия «Портрет неизвестного»)
- 2007—2008 — 2-й и 3-й сезоны проекта «Танцы со звёздами» (Украина)
- 2007—2010 — Гаишники
- 2008 — Главная улика
- 2008 — Срочно в номер-2
- 2008—2012 — Обручальное кольцо
- 2009 — Общенациональная программа «Человек года» (Украина)
- 2010 — художественный фильм «Муж моей вдовы»
- 2011 — Общенациональная программа «Человек года» (Украина)
- 2011 — сериал «Картина мелом»
- 2011 — Кумовские байки
- 2013 — телевизионный художественный фильм «Алмаз в шоколаде»
- 2018—2019 — телевизионный сериал «Опер по вызову»
- 2019 — телевизионный сериал «Братья по крови»
- 2021 -телевизионный сериал "Провинциал"